# オープンブック (企業)
オープンブック株式会社（英語社名：Openbook Inc. ）は、日本のゲームソフト開発会社およびそのブランド。斎藤由多加によって1993年6月に設立された。
ゲーム・デジタルコンテンツの制作および、自社作品の著作権・出版権・翻訳権・商標権・意匠権等の管理業務等を行うほか、ソフトウェア開発企業として主軸事業をゲームソフト開発から地理情報システム制作へ移し、主力商品である「日本語版世界地図データベース SDBW」などの制作・提供を行っている。

2009年までの旧社名「ビバリウム (Vivarium) 」の由来は、「生態系を模倣した科学的な実験空間」を意味する英単語から採られたものである。

## 沿革

### オープンブック（初代）
- 1993年（平成5年）6月 - 斎藤由多加がOPeNBooKを創業[1]。
- 1994年（平成6年）  - ゲームソフト『The Tower』を発売（当初はMacintosh用のみ）。
- 1996年（平成8年）
  - 4月 - 斎藤が株式会社ビバリウムを設立。
  - 10月 - ゲーム『アクアゾーン]』等を制作していた9003,incとOPeNBooKが合併し、オープンブック9003となる。
- 1999年（平成11年） - ドリームキャスト用ゲームソフト『シーマン〜禁断のペット〜』をセガより発売。
- 2000年（平成12年）3月1日
  - オープンブック株式会社（初代）を設立[1]。オープンブック9003から分離独立する形で、元OPeNBooKのスタッフを中心に新会社を設立し『The Tower』の著作権を継承する。
  - 同日付で、オープンブック9003はシノミクス株式会社（Cinomix）へ商号変更し、『アクアゾーン』『Pina』の著作権を継承する。

### ビバリウム
- 2004年（平成16年）10月 - オープンブック株式会社（初代）が株式会社ビバリウムを吸収合併した上で、オープンブック株式会社（初代）が株式会社ビバリウムへ商号変更。
- 2005年（平成17年）4月28日 - ゲームボーイアドバンス用ソフト『The Tower SP』を任天堂より発売。
- 2006年（平成18年）4月13日 - ニンテンドー ゲームキューブ用ソフト『大玉』を任天堂より発売。
- 2007年（平成19年）
  - 4月25日 - 元気株式会社との共同出資（ビバリウム170株、元気30株）により、子会社「デジトイズ」を設立。
  - 10月18日 - PlayStation 2用ソフト『シーマン2～北京原人育成キット～』をセガより発売。
- 2008年（平成20年）6月26日 - ニンテンドーDS用ソフト『ザ・タワーDS』をデジトイズより発売。

### オープンブック（2代）
- 2009年（平成21年） - 子会社のオープンブックを吸収合併し、新会社としてオープンブック株式会社（2代）を設立[3]。